# Honkin' Down the Highway
Honkin' Down the Highway è un brano musicale scritto da Brian Wilson per il gruppo pop rock statunitense The Beach Boys. La canzone venne inclusa nell'album della band Love You del 1977, e pubblicata come singolo (lato B Solar System) nello stesso anno.

## Il brano
Il brano è cantato da Al Jardine. Un remake della canzone fu poi inclusa nel suo album A Postcard from California, con la partecipazione straordinaria di Brian Wilson.
Una versione leggermente tagliata del pezzo, nel quale l'introduzione di batteria venne eliminata, fu pubblicata su singolo. Nel 1991, la versione del singolo fu inserita nella ristampa in formato CD e cassetta di The Beach Boys Love You su etichetta Caribou Records.
Interrogato se la canzone fosse stata influenzata dalla musica country, Wilson rispose: «In un certo senso sì, ma solo in un certo senso. Ricordo che quando l'ho scritta pensavo a "camminare lungo l'autostrada" – un'idea un po' country western. La canzone in sé non era poi così country, però».

## Formazione
The Beach Boys
- Al Jardine – voce, armonie vocali e cori
- Mike Love – armonie vocali e cori
- Brian Wilson – armonie vocali e cori; sintetizzatore
- Carl Wilson – armonie vocali e cori; chitarra
- Dennis Wilson – armonie vocali e cori; batteria

## Cover
*Alex Chilton eseguiva dal vivo Honkin' Down the Highway in concerto con un testo diverso durante la metà degli anni ottanta.